# Danielle Cormack
Pour les articles homonymes, voir Danielle et Cormack.
Danielle Cormack, née le 26 décembre 1970 à Auckland, est une actrice néo-zélandaise.
Elle est surtout connue pour son rôle principal de Bea Smith qu'elle incarne dans la série Wentworth.

## Biographie
Danielle a un enfant avec l'acteur Pana Hema Taylor, Te Ahi Ka, né le 19 mars 2010. Elle a un autre fils, Ethan (né en 1996), d'une relation précédente. 
Elle est actuellement en couple avec le producteur et directeur, Adam Anthony.
Dans une interview en 2017, elle fait son coming out en tant que bisexuelle.

## Filmographie
- 1987 : Gloss (série télévisée) : Tania
- 1994 : The Last Tattoo : Molly
- 1994 : 2 Newsnight (série télévisée)
- 1994 : A Game with No Rules (court métrage) : Vera
- 1994-1995 : High Tide (série télévisée) : Jill McMillan / Meghan Kelly
- 1997 : Amazon High (téléfilm) : Samsara
- 1997 : Topless Women Talk About Their Lives : Liz
- 1998 : Via Satellite : Chrissy / Carol
- 1995-1999 : Hercules: The Legendary Journeys (série télévisée) : Ephiny / Lady Marie DeValle
- 1999 : Siam Sunset : Grace
- 2000 : Channelling Baby : Bunnie
- 2000 : The Price of Milk : Lucinda
- 2000 : Jack of All Trades (série télévisée) : Catherine la Grande
- 2000 : Cleopatra 2525 (série télévisée) : Raina
- 1995-2001 : Xena: Warrior Princess (série télévisée) : Ephiny / Samsara
- 2004 : Without a Paddle : Tony
- 2004 : Maiden Voyage (téléfilm) : Lynn Fabrizio
- 2005 : The Pool (court métrage) : Jane
- 2005 : River Queen (en) : Viola
- 2006 : Maddigan's Quest (série télévisée) : Maddie
- 2006 : Perfect Creature : la femme enceinte
- 2007 : Rude Awakenings (série télévisée) : Dimity Rush
- 2008 : A Song of Good : Rachel Cradle
- 2008 : City Homicide (série télévisée) : Shirley Steadman
- 2008 : The Strip (série télévisée) : Amy
- 2009 : Separation City : Pam Nicholson
- 2009 : The Cult (série télévisée) : Cynthia Ross
- 2008-2010 : Legend of the Seeker (série télévisée) : Shota
- 2010 : Emilie Richards - Für immer Neuseeland (téléfilm) : Catherine
- 2011 : East West 101 (série télévisée) : Angela Travis
- 2011 : Underbelly (série télévisée) : Kate Leigh
- 2012 : Miss Fisher's Murder Mysteries (série télévisée) : Anna Ross
- 2012 : Path of Exile (jeu vidéo) : Alira (voix)
- 2012 : Booth (court métrage) : Kirsten Solti
- 2009-2013 : Buzzy Bee and Friends (série télévisée) : Elle-Gator (voix) (64 épisodes)
- 2014 : Handyman (court métrage) : Deborah
- 2010-2016 : Rake (série télévisée) : Scarlet Meagher (28 épisodes)
- 2013-2016 : Wentworth (série télévisée) : Bea Smith (rôle principal) (46 épisodes)
- 2016 : Deep Water (série télévisée) : Brenda Lopez (4 épisodes)
- 2016 : Stake Out (série télévisée) : Davina (1 épisode)
- 1992-2017 : Shortland Street (série télévisée) : Alison Raynor (56 épisodes)
- 2018 : Patricia Moore (série télévisée) : Marnie